# Sosna Banksa (obraz Toma Thomsona)
Sosna Banksa  (ang. The Jack Pine) – obraz olejny kanadyjskiego artysty Toma Thomsona.
Ukazanie jednego z najbardziej rozpowszechnionych w Kanadzie gatunków sosny, jest uznawane za kultowy wizerunek prowincjonalnego, kanadyjskiego krajobrazu.
Obraz, będący jednym z najbardziej rozpoznawalnych i reprodukowanych dzieł sztuki kanadyjskiej, został ukończony w 1917 roku, roku śmierci Toma Thomsona. Jest to płótno mniej więcej kwadratowe, mierzące 127,9 x 139,8 cm. Od 1918 roku znajduje się w zbiorach National Gallery of Canada w Ottawie (prowincja Ontario).

## Okoliczności powstania

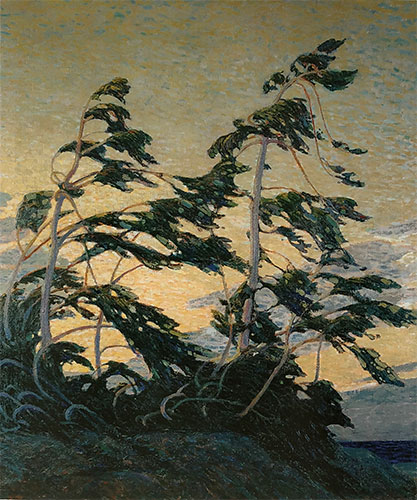
Drzewa na pierwszym planie i odległa masa wód stanowią popularny motyw w twórczości Thomsona. Z uwagi na to obraz Pine Island, Georgian Bay (1914–16) jest prekursorem Sosny Banksa i Zachodniego wiatru

Począwszy od 1913 roku Thomson przebywał od wiosny do jesieni w Algonquin Provincial Park, gdzie pracował jako przewodnik i strażnik leśny, łowiąc jednocześnie ryby i malując dla własnej przyjemności. To właśnie tam, nad Carcajou Bay (będącej częścią Grand Lake) Thomson wykonał w 1916 roku szkic olejny, który posłużył mu do namalowania w 1917 roku ostatecznej wersji obrazu. Istnieje wiele innych obrazów Thomsona o kompozycji podobnej do tej z Sosny Banksa, choć w rzeczywistości, większość jego płócien przedstawia drugą stronę brzegu; są to: Northern Lake (1912–13; pierwszy obraz tego typu), Pine Island, Georgian Bay (1914–16) i, bardziej znany, Zachodni wiatr (1917), kolejny obraz artysty, mający status kultowego.

## Opis

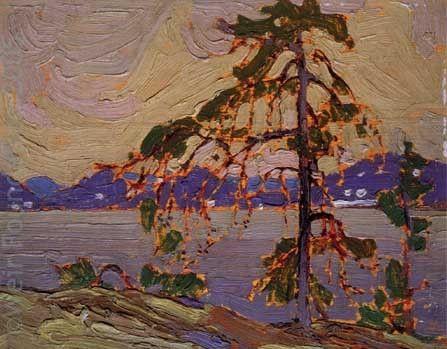
Szkic do Sosny Banksa wykonany przez Thomsona wiosną 1916 roku. Olej na desce; 21,1 x 26,8 cm, RiverBrink Art Museum, Queenston (zakupiony 1947)

Obraz przedstawia sosnę Banksa jako dekoracyjny i abstrakcyjny model, którego wyrazisty i uproszczony kontur odcina się na tle zachodzącego słońca. Stylizacja ta ukazuje opanowanie przez Thomsona technik dekoracyjnych, rozwiniętych w czasie, kiedy pracował on jako projektant graficzny, a zastosowanie silnego kontrastu barw i świateł, nadaje obrazowi symboliczny wydźwięk.
Sosna, której wygięte gałęzie znajdują się na prawo od centrum płótna, rozciąga się niemal na całej jego powierzchni, jedynie u góry jest przycięta. Wznosi się ona na skalistym podłożu, tworzącym pierwszy plan; sosna Banksa jest drzewem wytrzymałym, często zapuszczającym korzenie na brzegach, nieprzyjaznych innym drzewom, a jej rzadko ulistowione gałęzie tworzą ekscentryczne formy. Sylwetka sosny odcina się na tle wody i nieba na płótnie przepołowionym przez odległy brzeg.
Ostateczna wersja obrazu różni się wyraźnie od szkicu, który Thomson wykonał wiosną 1916 roku. Obniżając linię wzgórz po drugiej stronie jeziora artysta sprawił, że drzewo wygląda na większe, niż w rzeczywistości. Kiedy Thompson sporządzał szkic, pogoda była burzowa, więc ciemne, skłębione chmury znalazły swój wyraz w grubych, wirujących ruchach pędzla, którymi oddane zostało niebo i ciemnoszare jezioro. W obrazie finalnym Thomson zastąpił burzowe chmury czystym niebem w porze zmierzchu. Niebo i jezioro zostały w dużym stopniu wystylizowane i oddane długimi, poziomymi pociągnięciami pędzla, wskazującymi, razem z niemal kwadratową powierzchnią obrazu, na wpływ Lawrena Harrisa, towarzysza Thompsona.
Malowanie obrazu Thomson rozpoczął od odcienia cynobrowego, który prawdopodobnie wybrał chcąc uniknąć zmieszania barw dopełniających, czerwonej i zielonej. Czerwień uwzględnił, aby poprzez partie drzewa ukazać pejzaż na pierwszym planie oraz wzgórza, a barwie nadał [wrażenie] wibrującej.
Jednak centralnym punktem obrazu, przyciągającym uwagę, jest nie pierwszy plan, ale odległy brzeg z płatami śniegu widniejącymi tuż poniżej środka płótna. Dennis Reid, który napisał broszurę na temat obrazu dla National Gallery, wskazuje na niemal okrągły kształt, w jaki układają się elementy pierwszego planu, otaczające centralny punkt obrazu; okrąg ten tworzą duże, zakrzywione gałęzie drzewa na pierwszym planie, pochylone w lewo oraz mniejsze drzewo z prawej strony. Reid pisze, że ten prawie-okrąg „istnieje w przestrzeni raczej jako kula, a kiedy spoglądamy przez tę kulę na przeciwległy brzeg, to jesteśmy przez chwilę wewnątrz naszego oka”.
Wygląd tła przydaje kompozycji Thompsona secesyjnej delikatności. Jeden z recenzentów odnotowuje wrażenie, jakie wywierają Sosna Banksa i Zachodni wiatr: [te] dwa najbardziej znane płótna... to są w zasadzie projekty ‘secesyjne’ co do płaszczyzny; w obu wypadkach jest to drzewo nakreślone przy pomocy wielkich, zakrzywionych linii... takie obrazy chroni jednak przed całkowitą stylizacją zastosowanie konsekwentnie rodzimej tematyki i kanadyjskich kolorów, jaskrawych kolorów jesieni”
Według A.Y. Jacksona Thomson nie był zadowolony ze swego płótna, zwłaszcza z tła i nieba.

## Interpretacja
Tom Thomson nie miał wiele do powiedzenia na temat Sosny Banksa czy w ogóle swojego malarstwa. Obraz Sosna Banksa, stylizowany pejzaż złożony z kilku elementów, namalowany przez człowieka, który zmarł w tym samym roku, w którym go namalował, człowieka, który miał stać się kultową postacią w swoim kraju, zachęca do rozmaitych interpretacji, jeśli chodzi o artystyczne motywacje swego twórcy. Dennis Reid zauważa ograniczenia przyjętych punktów widzenia na temat takich popularnych dzieł sztuki: „Sosna Banksa, jest wszakże, tak jak wszystkie popularne dzieła sztuki, żywym tworem, który wzrasta lub podupada, rozwija się lub zamyka, w zależności od charakteru i rodzaju uwagi, jaką mu się poświęca. W tym sensie tyle tu interpretacji, ilu odbiorców”.
Blodwen Davies, teozof, była autorką pierwszej biografii Thomsona. W 1935 roku napisała, iż „duch Toma Thomsona ciągle przemawia pełnym głosem poprzez szerokie, radosne pociągnięcia pędzlem”. Inny teozof, Fred Housser, opisał w 1926 roku obraz jako „dewocyjne, medytacyjne studium. Pojedyncze drzewo wznosi się rozpościerając maswerk swoich konarów i gałązek, niczym pulsujące żyły matki natury ... [ktoś] mógłby sądzić, że drzewo to jest dla Thomsona, czciciela natury tym, czym symbol krzyża dla średniowiecznego mistyka”.
Thomson wywarł istotny wpływ na członków Grupy Siedmiu, w tym na Lawrena Harrisa, którego twórczość popierał. W przeglądzie wydanym z okazji inauguracyjnej wystawy, jaka miała miejsce w 1926 roku w Art Gallery of Toronto, Harris odrzucił większość zaprezentowanych tam dzieł sztuki amerykańskiej, zachowując wyrazy uznania między innymi dla Zachodniego wiatru i Sosny Banksa: „te dwa obrazy zawierają nieprzemijalne cechy [obrazów] najwybitniejszych starych mistrzów. Dewocyjny nastrój Sosny Banksa jest taki sam jak Madonny z Dzieciątkiem Giovanniego Belliniego.
Arthur Lismer, inny członek Grupy Siedmiu, również skomentował obraz Thomsona. Pisząc w 1930 roku stwierdził, że Sosna Banksa  to dzieło „znaczącej formy ... artysta myśli najpierw o rzeczy wielkiej – a pomysł w tym obrazie jest rzeczą największą. To jak symfonia w muzyce. Wszystkie instrumenty odgrywają swoją partię, a żaden nie wychodzi poza współbrzmienie całości ... tematem obrazu jest ruch w przestrzeni. Pionowe linie pnia drzewa przydają mu spokoju; poziome linie brzegu dopełniają go dodając mu mocy; zaokrąglone masy wzgórz powtarzają okrężny rytm masy liści, nadając całej kompozycji mocny ruch i rytm”.
Peter Mellen, autor książki The Group of Seven (1970), pisał o „doskonałym spokoju dzieła. Jest wieczór – niebo i jezioro są idealnie spokojne, namalowane szerokimi, płaskimi i poziomymi pociągnięciami pędzla. Efekt ten wzmacniają również miękkie fiolety, róże i zielenie. Przeciwwagę dla mocnych, poziomych linii stanowią opadające, czerwone macki nagich gałęzi sosny, pionowe linie drzew i krzywizny wzgórz ... [Thomson] w tym obrazie osiąga czystą poezję, łącząc intuicyjne wyczucie natury z niemal klasycznym opanowaniem techniki”. Rok później Jean Sutherland Boggs zasugerowała, iż Thomson był pod wpływem europejskiego symbolizmu: „na tle zamierającego światła i nieba najbardziej dramatyczne są poskręcane kształty Sosny Banksa, jej gałęzie walczące o życie, ale zdominowane przez ciemnozielone, postrzępione, przypominające nietoperza twory, jakby drzewo to było symbolem (...) pragnienia Thomsona, żeby umrzeć na tym miejscu. Inni uważali obraz za dowód, że Thomson był, lub mógł coraz bardziej stawać się artystą abstrakcyjnym lub ekspresjonistycznym.

## Dzieje obrazu i jego wystawy
Wkrótce po powstaniu dzieło znalazło się w zbiorach National Gallery of Canada w Ottawie. Podczas swoich podróży po pustkowiach Thomson prawdopodobnie przechowywał Sosnę Banksa w swojej szopie, znajdującej się na zapleczu Studio Building w Toronto. Pod koniec roku 1917 Norm MacCallum, sponsor Thomsona, zamieścił je i kilka innych prac Thomsona na wystawie w Arts and Letters Club. Przedstawiciel National Gallery odwiedził ten klub dwukrotnie wiosną 1918 roku. Muzeum chciało dodać do swej istniejącej kolekcji trzy dzieła Thomsona. Dyrektor Eric Brown był zbulwersowany, gdy podczas swej pierwszej wizyty ujrzał obrazy w słabym oświetleniu. Podczas jego drugiej wizyty, 2 maja, standard wystawy został podniesiony, a dyrektor i jego współpracownik wybrali Sosnę Banksa (wraz z Jesienną girlandą i 25 szkicami Thomsona) do zbiorów National Gallery. Brown napisał do kolegi, że Sosna Banksa jest „naszym zdaniem, i zdaniem innych malarzy, kolegów Thomsona, najlepszym obrazem dowolnego rodzaju, jaki kiedykolwiek malowano”.
W sierpniu 1918 roku Sosna Banksa przybyła do Ottawy, a dwa miesiące później została wysłana w ramach wystawy współczesnej sztuki kanadyjskiej do Saint Louis, w stanie Missouri. Była prezentowana do 1919 roku, a dopiero w lutym 1920 roku została po raz pierwszy pokazana w Kanadzie, w ramach pamiątkowej wystawy poświęconej Thomsonowi. W ciągu kolejnych pięciu lat była szeroko prezentowana w Europie (Londyn, Paryż, Gandawa), oraz w Kanadzie i Stanach Zjednoczonych.
Sosna Banksa została włączona do wystawy prac Thomsona, zorganizowanej przez National Gallery i Art Gallery of Ontario, która w 2003 roku objechała całą Kanadę, a następnie, w 2004 roku, została pokazana w Rosji, w muzeum Ermitażu. Była to pierwsza tego typu wystawa w Ermitażu, poświęcona pojedynczemu, kanadyjskiemu artyście; w latach 70. zorganizowano niewielką wystawę poświęconą artystom Grupy Siedmiu. Dennis Reid, główny kurator w Art Gallery of Ontario, zauważył, że „choć Thomson jest w swej ojczyźnie artystą kultowym, to na arenie międzynarodowej pozostaje w dużym stopniu nieznany, ponieważ nie pracował za granicą, ani nie miał międzynarodowych dealerów”. Wystawa prac Thomsona spotkała się z entuzjastycznym przyjęciem ze strony rosyjskiej krytyki.

## Dziedzictwo
Obraz Sosna Banksa, razem z innymi pracami Thomsona, stał się kultowym przedstawieniem kanadyjskiego krajobrazu. Życie Thomsona i jego tajemnicza śmierć jest popularnym tematem kanadyjskiej biografii i poezji. Również tytuł obrazu został wykorzystany w tytułach kilku utworów poetyckich, jak: Tom Thomson's Jackpine Henry’ego Beissela i Tom Thomson's 'The Jack Pine' Douga Barboura (1916–1917).
Obraz był powszechnie reprodukowany i pokazywany w szkołach i placówkach publicznych całej Kanady. W 1967 roku z okazji pięćdziesiątej rocznicy powstania płótna i śmierci Thomsona wydano znaczek pocztowy, przedstawiający Sosnę Banksa.
Przedstawiona na obrazie sosna została zidentyfikowana przez pracowników parku Algonquin w 1970 roku. W momencie tego odkrycia było już martwe drzewo; później wywróciło się i zostało zużyte na opał przez obozowiczów. Przy punkcie widokowym na Grand Lake, w miejscu, gdzie Thomson malował swój obraz, umieszczono stosowną tabliczkę informacyjną wraz z fotografią miejsca z 1970 roku, wykonaną przed wywróceniem się drzewa.